# یوکو شیمومورا
یوکو شیمومورا (انگلیسی: Yoko Shimomura؛ زادهٔ ۱۹ اکتبر ۱۹۶۷) آهنگساز، و نوازنده پیانو اهل ژاپن است. وی از سال ۱۹۸۸ میلادی تاکنون مشغول فعالیت بوده‌است.